# 坂田街道
坂田街道是中国广东省深圳市龙岗区下辖的一个街道，2006年4月29日成立，位處深圳中北部，西邻龙华区，南接罗湖区。

## 历史

### 地名起源
坂田街道名称取自于街道内的城中村——坂田村。
坂田的原意为山间贫瘠的土地，客家有“一坂田，一坂田”的说法，按照地势形状，后来人们就把这块迁徙地叫坂田。
坂田始建于清代，由东莞凤岗上村张氏迁移至此定居而成。

### 行政沿革
坂田街道原属布吉镇——布吉街道一部分。
2006年4月29日，原布吉街道一分为三，以坂田，岗头附近地区设置坂田街道。

## 地理
辖区鄰近龙华区民治街道和龍華街道，为龙华、龙岗、罗湖区三区交界。总面积28.51平方公里，下辖12个社区，2020年常住人口53.9万人。
由於坂田街道較為接近福田區等商業中心，自2000年代開始出現了大量樓盤，如四季花城、万科城等，不少居民都是在原关内上班。另外坂田街道也有一個高新技术产业带，在此地区主要從事電子研發，代表者有華為。

## 行政区划
坂田街道下辖以下地区：
岗头社区、雪象社区、马安堂社区、五和社区、四季花城社区、第五园社区、坂田社区坂田围社区、万科城社区、杨美社区杨美社区、杨美社区嘉丽园社区、杨美社区坂田广场社区、大发埔社区大发埔社区、大发埔社区里石排社区、南坑社区南坑社区和南坑社区星光社区。

## 經濟
坂田街道有规划面积达2.7平方公里的坂雪岗高新技术产业区。2019年街道生产总值2554.29亿元。坂雪岗高新技术产业区最著名的有華為基地。

## 交通

### 轨道交通
- 平南铁路
- 深圳地鐵5號線
- 深圳地鐵10號線

### 主要道路
- 梅观高速公路
- 机荷高速公路
- 南坪快速路
- 布龙路
- 清平高速公路
- 五和大道
- 坂雪岗大道
- 坂银大道
- 坂瀾大道
- 吉华路

在華為基地一帶有不少以中外古今科學家命名的街道，包括：
- 稼先路（邓稼先）
- 冲之大道（祖冲之）
- 隆平路（袁隆平）
- 貝爾路（亚历山大·格拉汉姆·贝尔）
- 居里夫人大道（玛丽·居里）
- 張衡路（張衡）